# Раффаэле ди Сипьо
Раффаэле ди Сипио (итал. Raffaele Di Sipio; род. 1916—1996, Милан) — итальянский актёр, работавший исключительно с Адриано Челентано. Появляется в эпизодических ролях.
Первое появление на экранах датируется 1975 годом (фильм Юппи Ду), а последнее — 1985 (Джоан Луй). В этот период Раффаэле появляется во всех фильмах певца, за исключением «Спасите, она меня любит!» (1976), «Бархатные ручки» (1979), «Хозяйка гостиницы» (1980) и «Синг-Синг» (1983).

## Фильмография
- Юппи-ду (1975) — венецианец в туалете.
- Под каким-то знаком (1975)
- Блеф (1976) — священник.
- Невезучий папарацци (1977)
- Безумец Джеппо (1978)
- Дядя Адольф по прозвищу Фюрер (1978) — эсэсовец.
- Укрощение строптивого (1980) — официант.
- Вот рука (1980) — тренер священника-Челентано.
- Туз (1981) — хореограф.
- Безумно влюблённый (1981) — гость за столом.
- Гранд-отель «Эксельсиор» (1982)
- Бинго-Бонго (1982)
- Особые приметы: Неотразимый красавчик (1983) — «жертва» фена Микелы.
- Он хуже меня (1985) — клиент в автосалоне.
- Джоан Луй (1985)

## Интересные факты
- Раффаэле ди Сипио был одним из преданных поклонников творчества Челентано, следил за его выступлениями с 1961 года. На одном из концертов Челентано заметил его и предложил небольшую роль в фильме «Юппи-ду». Впоследствии ди Сипио стал постоянным эпизодическим актёром в фильмах с участием Челентано.
- Внешностью Раффаэле ди Сипио чрезвычайно напоминает Бенито Муссолини.